# Хламидомонада Рейнгардта
Хламидомонада Рейнгардта (лат. Chlamydomonas reinhardtii) — подвижная одноклеточная зелёная водоросль, представитель рода хламидомонада (Chlamydomonas). Эти водоросли широко распространены в почве и пресной воде.
Диаметр клетки около 10 микрометров, плавает при помощи двух одинаковых (равных) жгутиков, расположенных на суженном переднем конце. Возле основания жгутиков имеются две небольшие сократительные вакуоли. Основной компонент клеточной стенки — гликопротеины, богатые гидроксипролином. В клеточной стенке также присутствует растворимая фракция моносахаридов и олигосахаридов. Вопреки данным ранних работ, целлюлоза в ней отсутствует. Хлоропласт крупный, чашеобразный, содержит крупный пиреноид и светочувствительный глазок (стигму). Обычные (немутантные) штаммы Chlamydomonas могут расти на простой культуральной среде, содержащей неорганические соли, на свету используя фотосинтез для обеспечения клетки энергией. Также могут расти в полной темноте, используя в качестве источника углерода ацетат.
С. reinhardtii, так же как и другие представители рода Chlamydomonas, имеет сложный жизненный цикл. Гаплоидные вегетативные клетки размножаются митозом. В условиях недостатка питательных веществ (например, азота) они многократно делятся митозом, образуя половые клетки — гаметы. Затем разнородные гаметы попарно сливаются, образуя диплоидные зиготы. Зигота окружена плотной клеточной стенкой, что позволяет пережить неблагоприятное время. При наступлении благоприятных для жизни условий зигота делится мейозом на 4 гаплоидные вегетативные клетки.
Штамм C. reinhardtii дикого типа c137 (mt+) происходит из образца, взятого около Amherst, Massachusetts, в 1945 году.

## Модельный организм
Chlamydomonas используется как модельный организм для исследования фундаментальных вопросов клеточной биологии и молекулярной биологии:
- Как передвигаются клетки
- Как клетки реагируют на свет
- Как клетки распознают друг друга
- Как клетки контролируют длину жгутика
- Как клетки отвечают на изменения концентрации минеральных веществ (азот, сера…)

Известно много мутантов C. reinhardtii, которые являются удобными объектами для исследования различных биологических процессов — подвижности жгутика, фотосинтеза или биосинтеза белка. Так как вегетативные клетки Chlamydomonas в норме гаплоидны, эффекты мутаций проявляются без необходимости последующих скрещиваний.
В 2007 году была опубликована полная последовательность нуклеотидов генома C. reinhardtii..